# Cychrée
Dans la mythologie grecque, Cychrée (en grec ancien Κυχρεύς/Kukhréús) est roi de Salamine. Il est le fils de Poséidon et de Salamis (fille du fleuve Asopos).
Il est père de Glaucé (qui dans une certaine version est donnée pour mère de Télamon avec un certain Actaïos), et de Chariclo (épouse de Sciron).

## Mythe
Cychrée délivra l’île de Salamine du dragon qui la ravageait. Il laissa le trône de Salamine à son gendre Télamon.

## Sources
- Pseudo-Apollodore, Bibliothèque [détail des éditions] [lire en ligne] (III, 12, 6 et 7).
- Diodore de Sicile, Bibliothèque historique [détail des éditions] [lire en ligne] (IV, 72).
- Pausanias, Description de la Grèce [détail des éditions] [lire en ligne] (I, 35, 2 ; I, 36, 1).